# Bostra saussurei
Bostra saussurei är en insektsart som beskrevs av Ludwig Redtenbacher 1908. Bostra saussurei ingår i släktet Bostra och familjen Diapheromeridae. Inga underarter finns listade.